# Aeroportul Shaoyang Wugang
Aeroportul Shaoyang Wugang (IATA: WGN, ICAO: ZGSY) este un aeroport din Wugang⁠(d), Shaoyang⁠(d), Hunan, Republica Populară Chineză ce deservește zona Shaoyang⁠(d). Aeroportul a fost tranzitat în 2022 de 59.571 de pasageri. A fost deschisă pe 28 iunie 2017 și a fost numită după zona pe care o deservește.
Situat la o altitudine de 440 m, aeroportul dispune de o singură pistă.